# Uganda Bureau of Statistics
Das Uganda Bureau of Statistics (UBOS, deutsch etwa: „Ugandisches Statistikamt“) ist die staatliche Statistikbehörde Ugandas. Der Dienstsitz befindet sich in Kampala.
Sie erhebt, sammelt und analysiert statistische Daten über das soziale und wirtschaftliche Leben in Uganda und erstellt die amtliche Statistik für das Land.
Das Amt wurde 1999 gebildet, seiner Bildung ging der Uganda Bureau of Statistics Act No. 12, 1998 voraus. Zuvor wurden seine Aufgaben durch die statistische Abteilung (Statistics Department) im Ministerium für Finanzen, Planung und Wirtschaftsentwicklung (Ministry of Finance, Planning and Economic Development) wahrgenommen.
Eine Hauptaktivität der Datensammlung sind Volkszählungen in Uganda. Es werden periodische Publikationen in monatlichen, quartalsweisen und jährlichen Zyklen herausgegeben.